# Lautaro Rodríguez
Lautaro Rodríguez (Avellaneda, provincia de Buenos Aires; 8 de junio de 1997) es un actor, cantante y compositor argentino. Es conocido por sus apariciones en las películas Acusada (2018), Mi mejor amigo (2018) y El cazador (2020), mientras que en televisión se destacó en la serie Puerta 7 (2020), en las últimas dos temporadas de El marginal (2022) de Netflix, y en la serie Cromañón (2024) de Prime Video.

## Biografía
Luego de finalizar la secundaria en 2014, Rodríguez comenzó a estudiar actuación con Emilia Mazer en 2017 y al año siguiente se formó con Marco Berger en entrenamiento cinematográfico.

## Carrera profesional

### Carrera actoral
En 2017, Lautaro Rodríguez comenzó su carrera como actor cuando el director de cine Martín Deus lo descubrió mediante una foto que estaba publicada en el perfil de Facebook de uno de los amigos del director, lo que llevó a Deus a contactar a Rodríguez para que realizara el casting de la película Mi mejor amigo, donde se quedó con el papel de Caíto y la misma fue estrenada el 8 de noviembre del 2018. Poco después, Rodríguez se sumó al elenco de la película Acusada dirigida por Gonzalo Tobal y fue estrenada el 13 de septiembre de 2018. En la cinta, Lautaro interpretó a Lucas, un joven que tiene un encuentro sexual con Dolores (Lali Espósito), quién está procesada en una causa judicial por el presunto asesinato de su mejor amiga. Durante el rodaje de su segunda película, Rodríguez realizó una audición para la telenovela juvenil Simona de El trece, donde obtuvo el papel de Pablo.
Su siguiente papel fue en la serie web Cartas a mi ex dirigida por Jazmín Stuart, grabada en 2018 y estrenada el 14 de febrero de 2020 por UN3, en donde interpretó a Luis. En 2019, Lautaro se integró al elenco principal de la serie Puerta 7 de Netflix que se estrenó el 21 de febrero de 2020, en la cual personificó a Gabriel "El Tucumano" Fuentes, una joven promesa del fútbol argentino. Asimismo, Lautaro coprotagonizó la película El cazador dirigida Marco Berger que fue estrenada el 28 de mayo de 2020, en donde jugó el papel de Mono, un joven que experimenta su sexualidad con Ezequiel (Juan Pablo Cestaro). En 2019, Rodríguez filmó la película Panash dirigida por Christoph Behl, en la cual se puso en la piel de Isidro, un joven trapero de los bajos barrios bonaerenses y fue estrenada en 2021.
En 2021, Lautaro se unió al elenco principal de la serie de comedia Los protectores de Star+, donde interpretó al futbolista Marcio Pérez y tuvo su estreno en 2022. Asimismo, se sumó al elenco secundario de la cuarta y quinta temporada de la serie dramática El marginal estrenada por Netflix en 2022. Luego, interpretó a Nahuel Norris en la serie dramática adolescente Último primer día de Flow. En 2023, Rodríguez formó parte del elenco principal de la telenovela policial Buenos chicos de El trece, poniéndose en el rol de Giovani Burgos, un joven de clase social baja involucrado en una banda delictiva.

### Carrera musical
En 2018, Rodríguez comenzó su carrera como cantante de trap bajo el seudónimo de Lautaro LR y de manera independiente, publicando el 15 de agosto de ese año la canción «Mi preferida» como su primer sencillo. A comienzos del 2019, Lautaro firmó con el sello discográfico Dale Play Records y el 19 de enero del mismo año, lanzaron su segundo sencillo titulado como «Toy mejor». El 24 de mayo de ese año, el cantante publicó el sencillo «Quiero que vuelvas». El 30 de octubre, el artista publicó «No se va a enterar» como su cuarto sencillo. El 12 de diciembre, Lautaro lanzó como quinto sencillo «Detonao», cuyo vídeo musical fue filmado en el festival Buenos Aires Trap.
El 28 de febrero del 2020, el cantante publicó «Cumbia y Reggaeton» como su sexto sencillo y el vídeo musical fue dirigido por Pachi Rivas, donde retrata a dos grupos de jóvenes interpretando los clásicos movimientos de cada género. El 7 de abril de ese año, lanzó «No estaba planeado» como su séptimo sencillo bajo la producción de MELT (Leandro Rivadulla y Lucas Villemur). El 14 de mayo, Lautaro estrenó «Apague la luz» como su octavo single en colaboración con J Gonz y Alan Gómez. Su siguiente sencillo fue «Bachatrap», que fue publicado el 9 de septiembre y fue catalogado por la crítica como una «canción experimental y original». El 23 de octubre, estrenó el remix de la canción «No Digamos Nada», la cual marcó su segunda colaboración con J Gonz y Alan Gómez.
En 2021, Lautaro firmó con Warner Chappell y SDP Publishing para la distribución de su música, siendo lanzado el 12 de febrero de ese año la canción «Los prohibidos» como single. En marzo de ese año, LR publicó «Reggaeton salvaje» en colaboración con Romeo El Santo, como su primer sencillo de su próximo EP titulado Update.

## Filmografía

### Cine
| Año  | Título         | Papel  | Dirección      |
| ---- | -------------- | ------ | -------------- |
| 2018 | Acusada        | Lucas  | Gonzalo Tobal  |
| 2018 | Mi mejor amigo | Caíto  | Martín Deus    |
| 2020 | El cazador     | Mono   | Marco Berger   |
| 2021 | Panash         | Isidro | Christoph Behl |

### Televisión
| Año       | Título            | Papel                         | Notas         |
| --------- | ----------------- | ----------------------------- | ------------- |
| 2018      | Simona            | Pablo                         |               |
| 2020      | Puerta 7          | Gabriel «El Tucumano» Fuentes |               |
| 2022      | El marginal       | «Estalone»                    | Temporada 4–5 |
| 2022      | Último primer día | Nahuel Norris                 |               |
| 2022-2023 | Los protectores   | Marcio Pérez                  |               |
| 2023-2024 | Buenos chicos     | Giovanni Burgos               |               |
| 2024      | Cromañón          | Cheti Marcheti                |               |

### Web
| Año  | Título         | Papel | Notas                                |
| ---- | -------------- | ----- | ------------------------------------ |
| 2020 | Cartas a mi ex | Pedro | Episodio: «Prefiero salir lastimado» |

## Discografía
EP
- Update (2021)